# Schouwen-Duiveland
Schouwen-Duiveland est une île et une commune des Pays-Bas, dans la province de Zélande.

## Localités
Les localités suivantes font partie de la commune :
| - Brijdorpe - Brouwershaven - Bruinisse - Burgh - Burghsluis - Dreischor - Elkerzee - Ellemeet - Haamstede - Kerkwerve | - Looperskapelle - Moriaanshoofd - Nieuwerkerk - Nieuwerkerke - Noordgouwe - Noordwelle - Oosterland - Ouwerkerk - Renesse - Scharendijke | - Schuddebeurs - Serooskerke - Sirjansland - Westenschouwen - Zierikzee (où est située la mairie) - Zonnemaire |

## Histoire

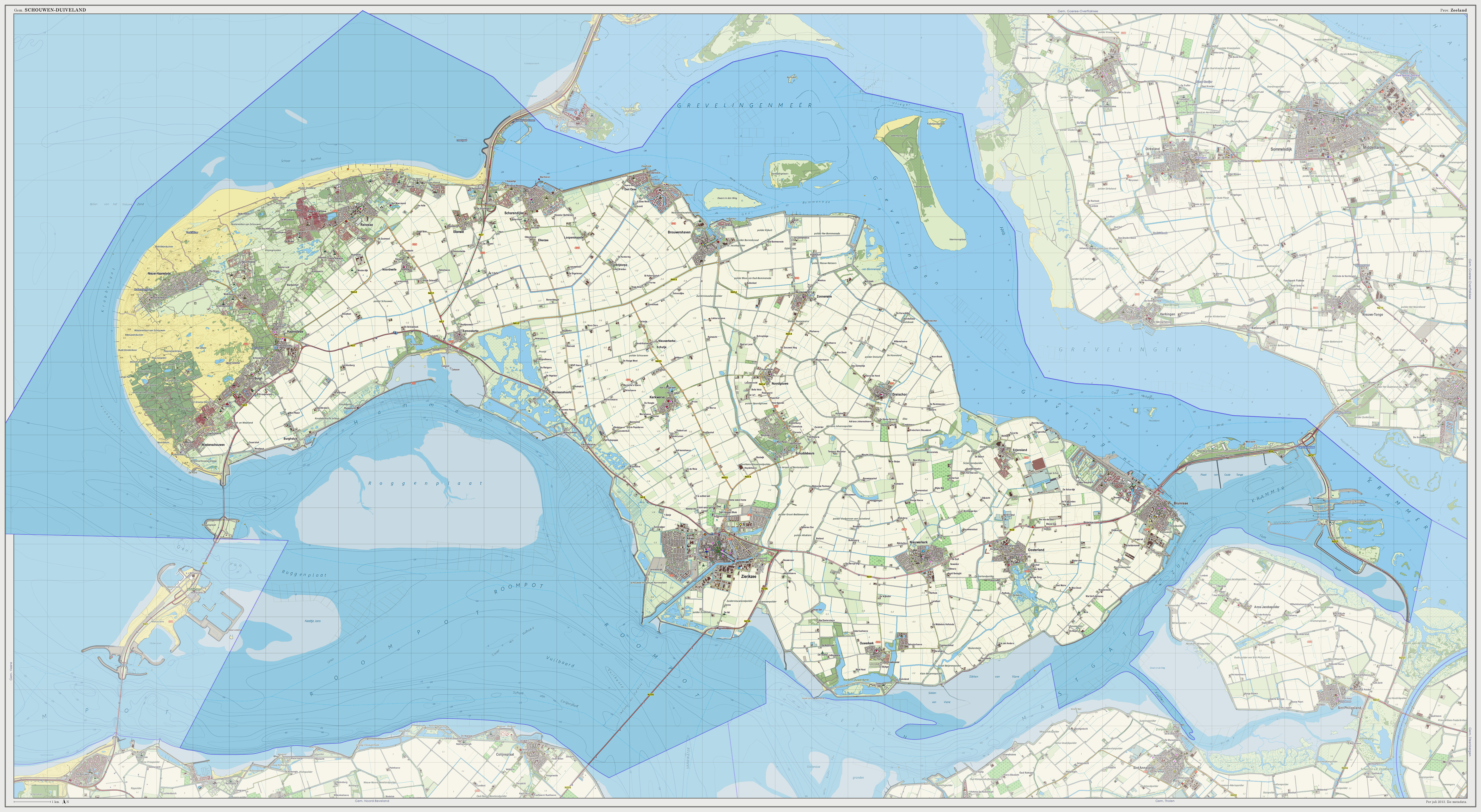
Schouwen-Duiveland en 2013.

L'île de Schouwen-Duiveland est formée de l'union de quatre îles : Schouwen, Duiveland, Dreischor et Bommenede. Au cours des siècles, ces îles ont été réunies, l'union entre Schouwen et Duiveland date de 1610.
Pendant la Seconde Guerre Mondiale, Schouwen-Duiveland a été la seule île qui est restée sous l'occupation allemande jusqu'en mai 1945. En décembre 1944, les Allemands ont déclaré leur intention de déporter tous les hommes âgés de 17 à 40 ans. Les membres combattants de la résistance locale préparèrent un plan de sabotage destiné à dérober tous les registres d'état civil avec l'aide des forces alliées proches, qui se préparaient à libérer l'île. Mais le projet s’éventa et conduit à la capture de 10 hommes qui furent rapidement exécutés.

## Galerie

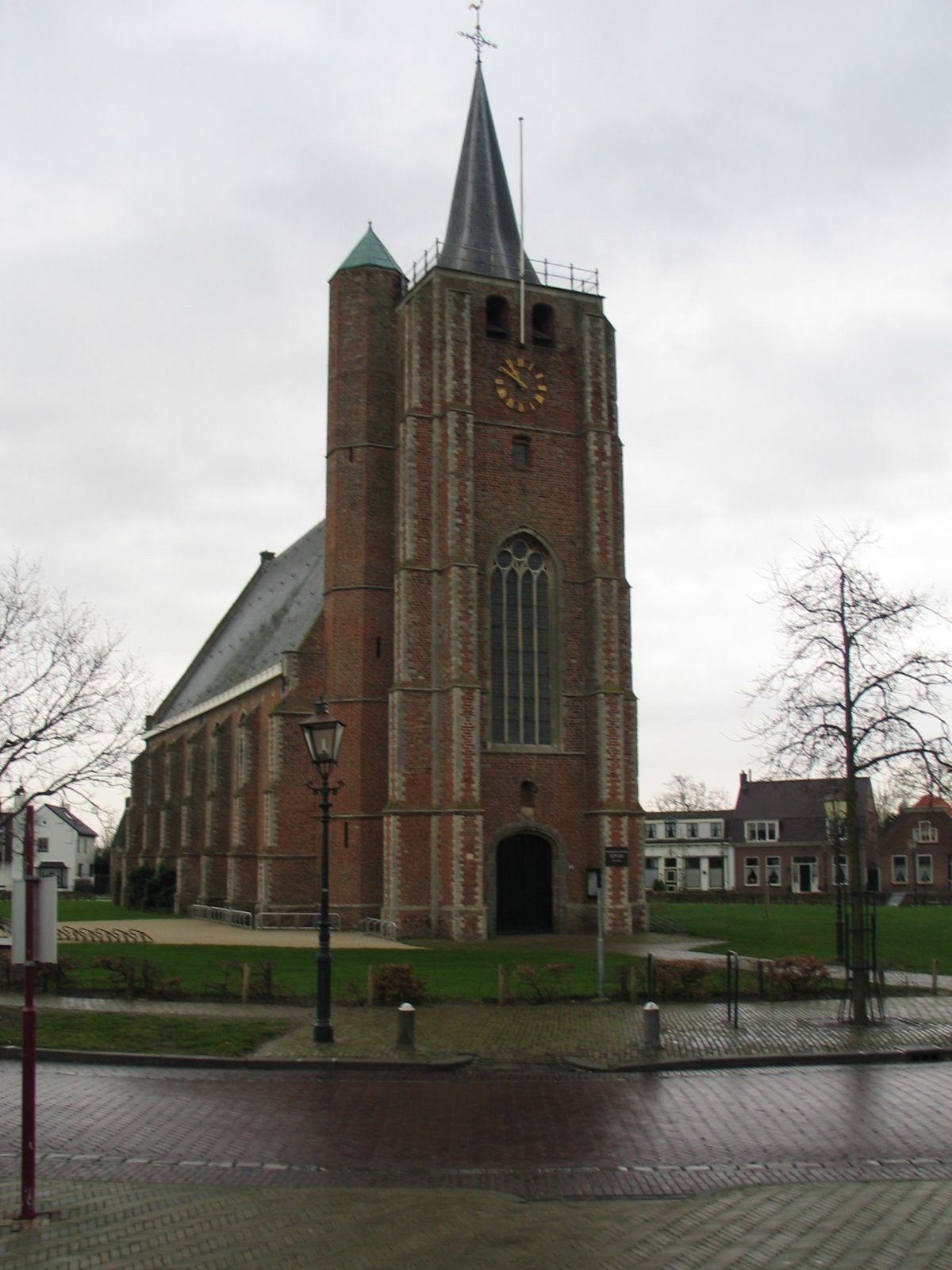
L'église de Renesse.
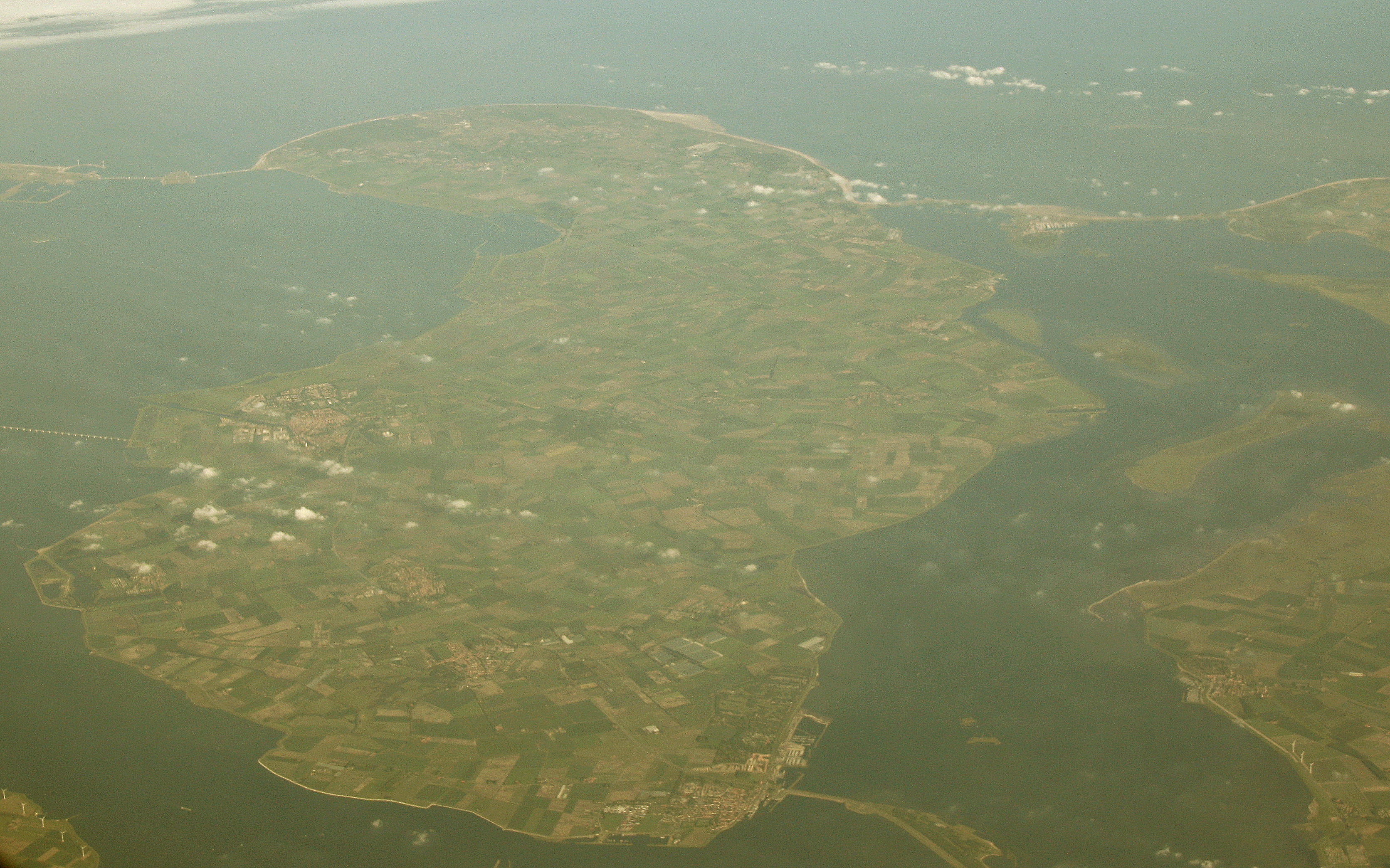
L'île vue du ciel.
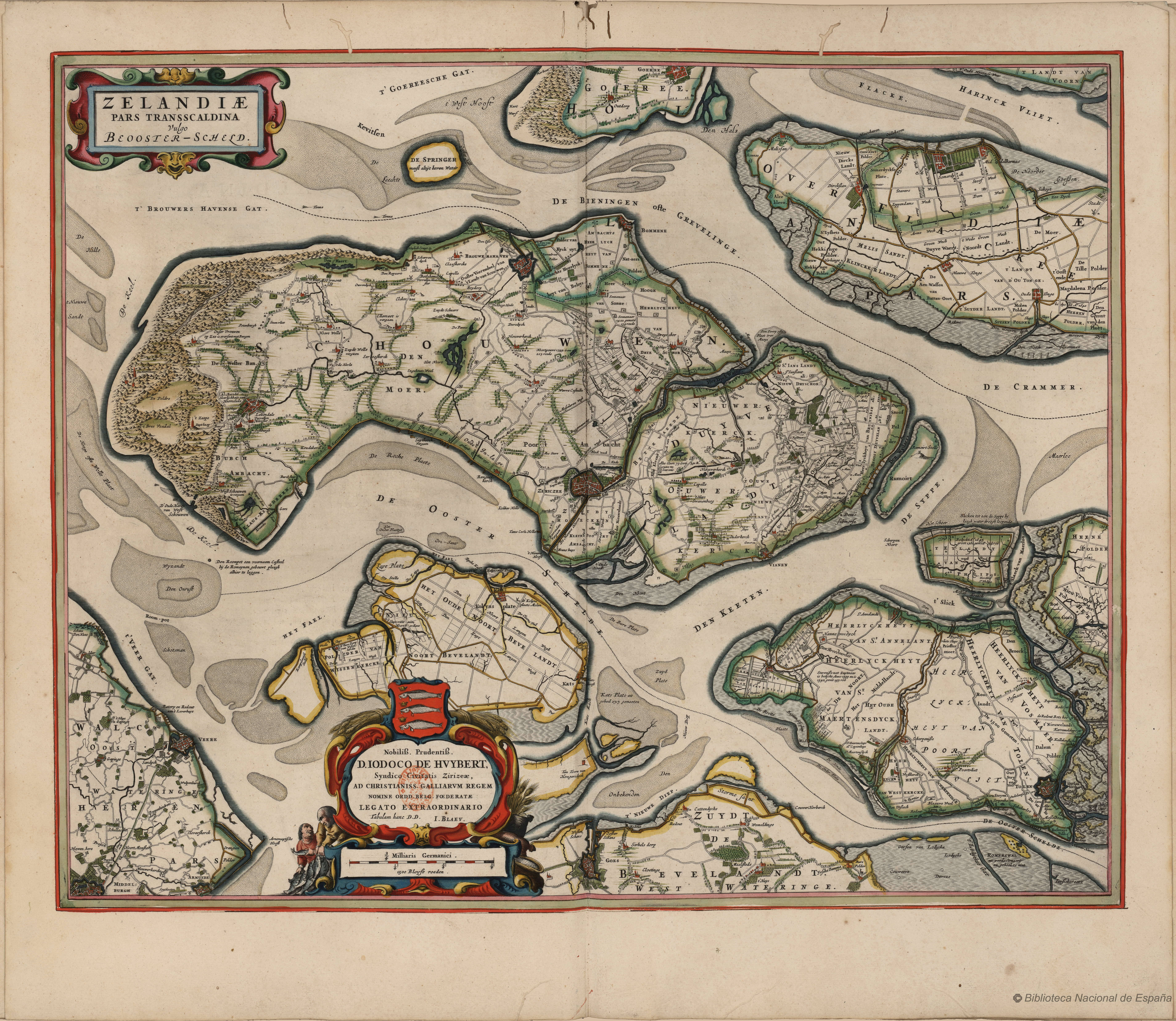
Une carte de l'île vers 1645-1664 par Johannes Blaeu.